# فینال جام برندگان جام آسیا ۲۰۰۱
فینال جام برندگان جام آسیا ۰۱–۲۰۰۰ مسابقه فینال یازدهمین دوره جام برندگان جام آسیا بود که در سال ۲۰۰۱ برگزار شد و تیم الشباب عربستان به مقام قهرمانی دست یافت.

## مسابقه
| الشباب                                             | ۴–۲ | دالیان هایچانگ                  |
| -------------------------------------------------- | --- | ------------------------------- |
| عبدالله الواکد ۲۴' (پ) · عبدالله شیهان ۲۵' ۴۸' ۷۴' |     | یان سونگ ۲۷' · هائو هایدونگ ۹۰' |